# Hérouvillette
Hérouvillette és un municipi francès situat al departament de Calvados i a la regió de Normandia. L'any 2007 tenia 1.101 habitants.

## Demografia

### Població
El 2007 la població de fet de Hérouvillette era de 1.101 persones. Hi havia 424 famílies de les quals 84 eren unipersonals (28 homes vivint sols i 56 dones vivint soles), 140 parelles sense fills, 160 parelles amb fills i 40 famílies monoparentals amb fills.
La població ha evolucionat segons el següent gràfic:
Habitants censats

### Habitatges
El 2007 hi havia 443 habitatges, 434 eren l'habitatge principal de la família, 6 eren segones residències i 3 estaven desocupats. 436 eren cases i 5 eren apartaments. Dels 434 habitatges principals, 369 estaven ocupats pels seus propietaris, 59 estaven llogats i ocupats pels llogaters i 6 estaven cedits a títol gratuït; 1 tenia una cambra, 13 en tenien dues, 66 en tenien tres, 140 en tenien quatre i 213 en tenien cinc o més. 256 habitatges disposaven pel capbaix d'una plaça de pàrquing. A 171 habitatges hi havia un automòbil i a 239 n'hi havia dos o més.

### Piràmide de població
La piràmide de població per edats i sexe el 2009 era:
| Homes | Edats   | Dones |
| ----- | ------- | ----- |
| 0     | 95 o +  | 0     |
| 4     | 90 a 94 | 4     |
| 8     | 85 a 89 | 20    |
| 4     | 80 a 84 | 12    |
| 24    | 75 a 79 | 28    |
| 8     | 70 a 74 | 20    |
| 20    | 65 a 69 | 16    |
| 20    | 60 a 64 | 36    |
| 24    | 55 a 59 | 24    |
| 40    | 50 a 54 | 4     |
| 72    | 45 a 49 | 64    |
| 56    | 40 a 44 | 56    |
| 12    | 35 a 39 | 40    |
| 44    | 30 a 34 | 32    |
| 24    | 25 a 29 | 16    |
| 28    | 20 a 24 | 24    |
| 80    | 15 a 19 | 44    |
| 36    | 10 a 14 | 40    |
| 28    | 5 a 9   | 36    |
| 36    | 0 a 4   | 40    |

## Economia
El 2007 la població en edat de treballar era de 728 persones, 545 eren actives i 183 eren inactives. De les 545 persones actives 501 estaven ocupades (252 homes i 249 dones) i 44 estaven aturades (24 homes i 20 dones). De les 183 persones inactives 75 estaven jubilades, 76 estaven estudiant i 32 estaven classificades com a «altres inactius».

### Ingressos
El 2009 a Hérouvillette hi havia 427 unitats fiscals que integraven 1.079 persones, la mediana anual d'ingressos fiscals per persona era de 20.488 €.

### Activitats econòmiques
Dels 30 establiments que hi havia el 2007, 1 era d'una empresa alimentària, 3 d'empreses de construcció, 7 d'empreses de comerç i reparació d'automòbils, 3 d'empreses de transport, 2 d'empreses d'hostatgeria i restauració, 1 d'una empresa d'informació i comunicació, 3 d'empreses de serveis, 3 d'entitats de l'administració pública i 7 d'empreses classificades com a «altres activitats de serveis».
Dels 7 establiments de servei als particulars que hi havia el 2009, 1 era una oficina de correu, 2 guixaires pintors, 1 electricista, 2 perruqueries i 1 restaurant.
Dels 3 establiments comercials que hi havia el 2009, 1 era una botiga de més de 120 m², 1 una botiga de menys de 120 m² i 1 una botiga d'equipament de la llar.
L'any 2000 a Hérouvillette hi havia 7 explotacions agrícoles.

## Equipaments sanitaris i escolars
L'únic equipament sanitari que hi havia el 2009 era una farmàcia.
El 2009 hi havia 1 escola maternal i 1 escola elemental.

## Poblacions més properes
El següent diagrama mostra les poblacions més properes.